# Rukuruku River
Rukuruku River är ett vattendrag i Fiji.   Det ligger i divisionen Västra divisionen, i den norra delen av landet, 80 km norr om huvudstaden Suva. Rukuruku River ligger på ön Viti Levu.